# پنجه‌برگ (سرده)
پنجه برگ (نام علمی: Potentilla) نام یک سرده از زیرخانواده رزوئیده است.

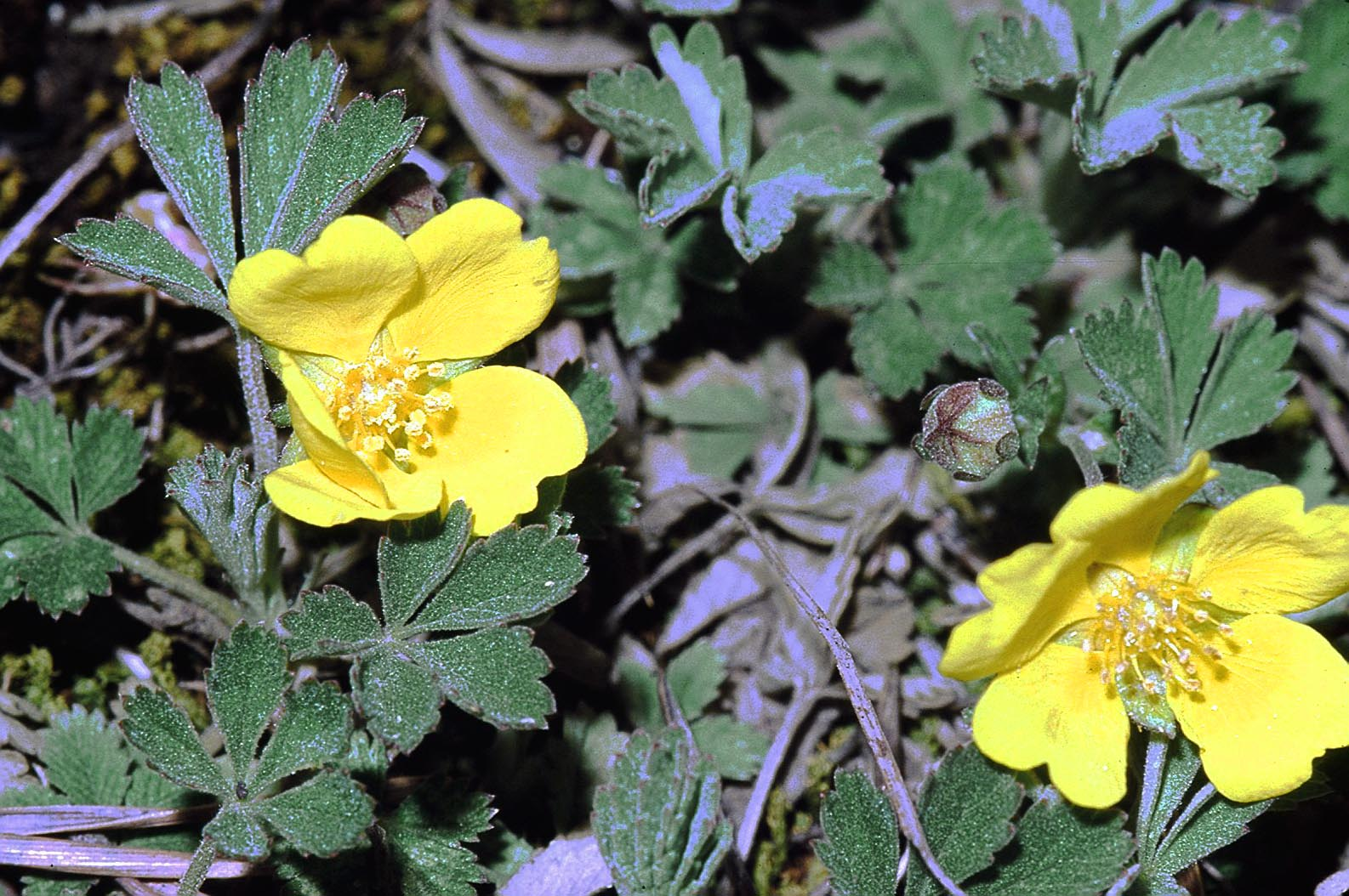